# Salomon Marx
Salomon Marx (ur. 29 maja 1866 w Schwerte, zm. 24 października 1936 w Berlinie) – niemiecki przemysłowiec, bankier, polityk i urzędnik konsularny.
Narodowości żydowskiej. Uczęszczał do gimnazjum w Höxter i Soest; studiował prawo na uniwersytetach we Fryburgu, Berlinie i Marburgu. Po zdaniu w 1888 egzaminów urzędniczych był zatrudniony na stanowiskach handlowych w Gdańsku, Królewcu, Kolonii oraz w Deutsche Bank w Londynie. Powierzono mu funkcję dyrektora Północno-Niemieckich Zakładów Energetycznych i Stalowych (Norddeutschen Elektrizitäts- und Stahlwerke) w Gdańsku (1896-1905). Jednocześnie pełnił obowiązki konsula Oldenburga w Gdańsku (1902–1905). W 1912 założył Bank Firma Salomon Marx, przemianowany w 1920 w Salomon Marks & Co., w 1921 w Internationale Handelsbank KGaA w Berlinie. W 1928 połączył się z Nordic Bank w Berlinie. Po śmierci Salomona Marksa Internationale Handelsbank KGaA przemianowany w 1937 na Grundbesitz- und Handelsbank KGaA; w 1939 zlikwidowany. Marx był członkiem szeregu rad nadzorczych, m.in. wytwórni filmowej UFA (1923–1925), Carl Lindström AG, Berliner AG für Eisengießerei und Maschinenfabrikation, Portland-Cementwerk Schwanebeck AG, Engelhardt-Brauerei, Brauerei Groterjan & Co. AG Berlin, Deutschen Bank.